# 衡深高速动车组列车
衡深高速动车组列车是中华人民共和国中国铁路高速所运营的一条客运路线，往来衡阳东站及深圳北站，列车经由广深港客运专线运行。现由北京铁路局石家庄客运段和广州局集团广九客运段负责客运任务。
目前衡阳到深圳每天开行1.5对高速动车组列车，列车车次分别为G6023（衡阳东开往深圳北）和G6024、G6100（深圳北开往衡阳东）。此外乘客可选择过路高速动车/旅客列车或通过中转往返衡阳和深圳。

## 历史
2016年5月15日，为增加高铁、动车线路运能，本次调图在中国大陆范围内大规模开行早晚动车组列车。其中增开了往返衡阳东站和深圳北站的G8905/6、G8909/10次高速动车组。其中G8906/5次由北京铁路局担当，与往返石家庄站和深圳北站的G531/2次高速动车组套跑；G8910/09次由西安铁路局担当，与往返西安北站和深圳北站的G824/1、G822/3次高速动车组套跑。
2017年4月16日，配合铁路调整运行图，原往返衡阳东站与深圳北站的G8910/09次高速动车组缩短至广州南站始发终到，同时广铁集团担当往返广州南站和韶关站的G8828/7次高速动车组调整运行区间为衡阳东站至深圳北站。
2017年7月1日，G8828/7次高速动车组更改车次为G6036/5次。
2020年10月11日，G8905/6次高速动车组变更车次为G6023/4次。

## 时刻表
以下数据截至2025年5月20日。
| 里程 | G6023次 | G6023次 | 停靠站 | G6024次 | G6024次 | G6100次 | G6100次 | 里程 |
| 里程 | 到点    | 开点    | 停靠站 | 到点    | 开点    | 到点    | 开点    | 里程 |
| ---- | ------- | ------- | ------ | ------- | ------- | ------- | ------- | ---- |
| 0    | —       | 06:40   | 衡阳东 | 22:52   | —       | 23:18   | —       | 632  |
| —    | ↓       | ↓       | 郴州西 | 22:16   | 22:18   | 22:46   | 22:48   | 479  |
| —    | ↓       | ↓       | 韶关   | 21:43   | 21:45   | 22:13   | 22:15   | 329  |
| 530  | 08:26   | 08:32   | 广州南 | 20:48   | 20:52   | 21:23   | 21:27   | 102  |
| 580  | 08:49   | 08:51   | 虎门   | 20:29   | 20:31   | ↑       | ↑       | 52   |
| 632  | 09:09   | —       | 深圳北 | —       | 20:12   | —       | 20:52   | 0    |

## 使用列车
G6023/6024次列车使用配属于北京局集团石家庄动车运用所的CRH380AL；G6100次列车使用配属于广州局集团广州南动车运用所的CR400BF-S，重联运行。